# Paróquia Santo Ivo (São Paulo)
A paróquia Santo Ivo é uma circunscrição da Igreja Católica na cidade de São Paulo.
Santo Ivo é o padroeiro da classe jurídica, pois ele foi advogado e defensor dos humildes e pobres. Padroeiro da Igreja, Santo Ivo, por  boa parte de seus moradores ser de magistrados e de juízes.
Santo Ivo (nome de batismo Yves Hélory de Kermartin) nasceu na Bretanha, França, no dia 17 de outubro de 1253 e morreu em 19 de maio de 1303. Aos 14 anos de idade, foi a Paris, onde cursou filosofia, teologia, direito civil e direito canônico. Ordenado sacerdote, por quatro anos foi juiz eclesiástico na Diocese de Rennes. Era considerado como sendo o Advogado dos Pobres.
Foi sacerdote, advogado e juiz. Pertecencia a família nobre, tendo adotado uma vida de extrema pobreza e se caracterizou pela defesa gratuita dos pobres. Seu corpo foi sepultado na Catedral de Tréguier. Foi o primeiro santo a ser canonizado em processo regular, no ano de 1347. É o padroeiro dos advogados e da Magistratura, sendo sua festa celebrada no dia 19 de maio.
A imagem de Santo Ivo foi uma doação do Cônsul da França, pois o Santo é de origem francesa.
A Paróquia está localizada no Largo Batalha nº 99 - Jardim Lusitânia, na cidade de São Paulo, São Paulo.

## Oração a Santo Ivo
Glorioso Santo Ivo, lírio da pureza, apóstolo da Caridade e defensor intrépido da Justiça.
Vós que, vendo nas leis humanas um reflexo da lei eterna, soubestes conjugar, maravilhosamente, os postulados da Justiça e o imperativo do amor cristão, assisti, iluminai, fortalecei a classe jurista, os nossos juízes e advogados, os cultores e intérpretes do Direito, para que, os seus ensinamentos e decisões, jamais se afastem da equidade e da retidão.
Amem eles a Justiça, para que consolidem a paz; exerçam a caridade, para que reine a concórdia; defendam e amparem os fracos e desprotegidos, para que, propostos todos os interesses subalternos e toda sujeição de pessoas, façam triunfar a sabedoria da lei sobre as forças da injustiça e do mal.
Olhai, também, para nós, glorioso Santo Ivo, que desejamos copiar Vossos exemplos e imitar as Vossas virtudes.
Exercei, junto ao trono de Deus, Vossa missão de advogado e protetor nosso, a fim de que nossas preces sejam favoravelmente despachadas e sintamos os efeitos do Vosso poderoso patrocínio. Amém.